# اللاجئون في إندونيسيا

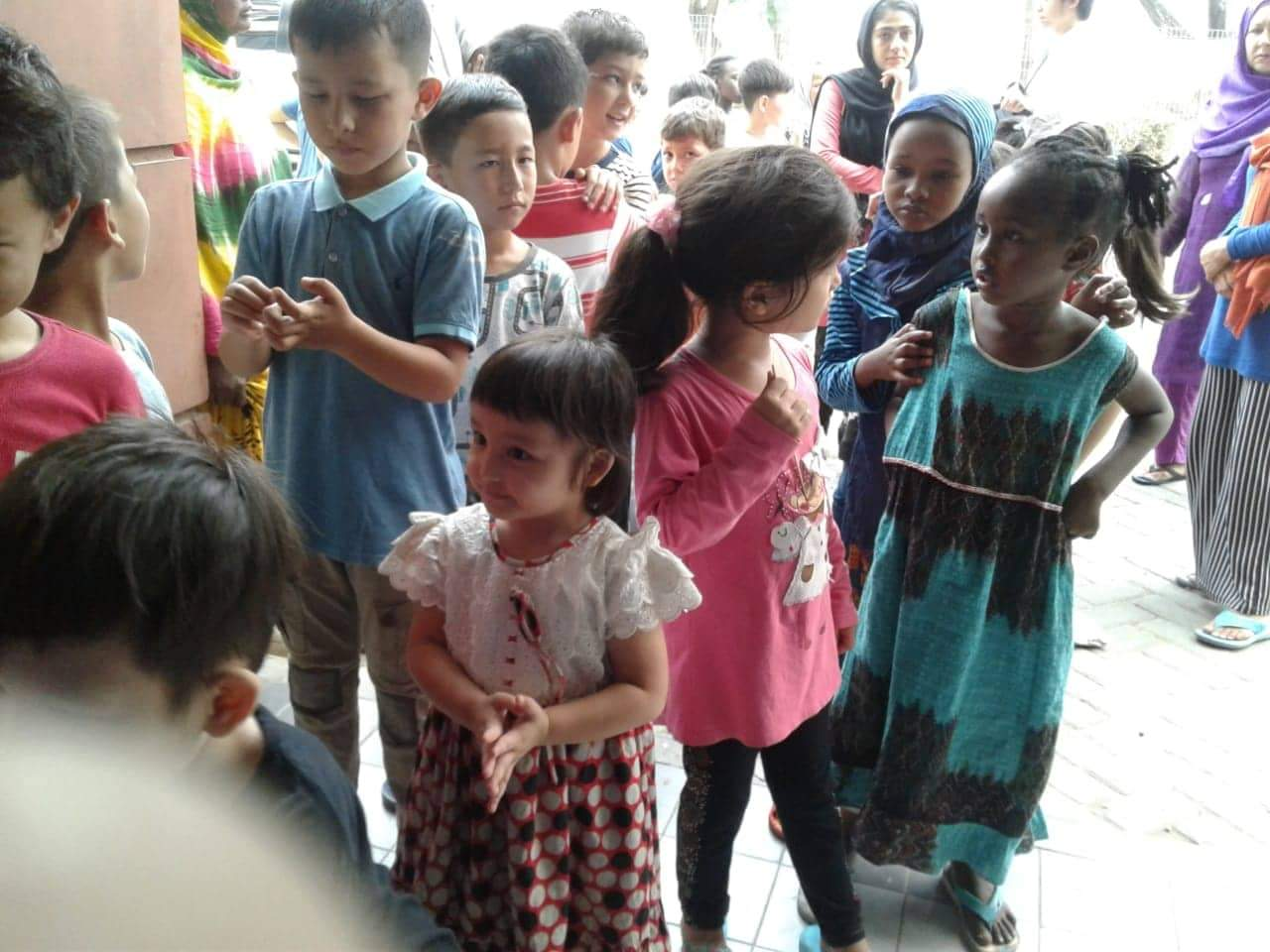
صورة للعديد من الأطفال اللاجئين في ملجأ في كاليديس بإندونيسيا

اللاجئون في إندونيسيا يوجد عدد كبير من اللاجئين في إندونيسيا، عالقين في فترة من النسيان إلى أجل غير مسمى وهم ينتظرون إعادة التوطين.

## الاحصائيات والخلفية
وفقًا للمفوضية السامية للأمم المتحدة لشؤون اللاجئين والمعروفة أيضًا باسم وكالة الأمم المتحدة للاجئين، يوجد حوالي 10.585 مسكنًا في إندونيسيا مسجلة رسميًا من قبل المنظمة اعتبارًا من يوليو 2019. غالبية هؤلاء المهاجرين من أفغانستان (56٪)، والصومال (10٪)، وميانمار (5 ٪). بالإضافة لآخرون من دول مثل السودان وإيران والعراق والصين وإثيوبيا وسريلانكا واليمن. والأكثر شيوعًا أن هؤلاء اللاجئين يفرون من بلدانهم بسبب «الحرب والاضطهاد بسبب معتقداتهم وانتهاكات حقوقهم الإنسانية.»

## قضايا حقوق الإنسان
لا يرى اللاجئون في إندونيسيا إندونيسيا كوجهة أخيرة لهم. معظمهم يقيمون مؤقتًا في إندونيسيا وينتظرون معالجة قضاياهم بواسطة المفوضية. ينتظرون الانتقال إلى دول مثل الولايات المتحدة وكندا وأستراليا. عندما يصل اللاجئون إلى إندونيسيا لأول مرة يطلبون حق اللجوء، ثم ينتظرون عملية تستغرق وقتاً طويلاً للوصول إلى وضع اللاجئ من خلال مفوضية الأمم المتحدة السامية لشؤون اللاجئين. عندما يخضعون لهذه العملية لا يحق لهم الحصول على ضمان اجتماعي، ولا يمكنهم العثور على وظائف أو بدء عمل خاص بهم. نتيجة لذلك يواجهون مشكلات أخرى مثل ضعف سبل العيش والأزمة المالية بمجرد إنفاق مدخراتهم جميعًا. في الآونة الأخيرة غيرت دول مثل الولايات المتحدة الأمريكية وأستراليا سياساتها، مما أدى إلى تقطع السبل بهم كلاجئين في إندونيسيا، في انتظار إعادة التوطين لأجل غير مسمى.

## الظروف المعيشية

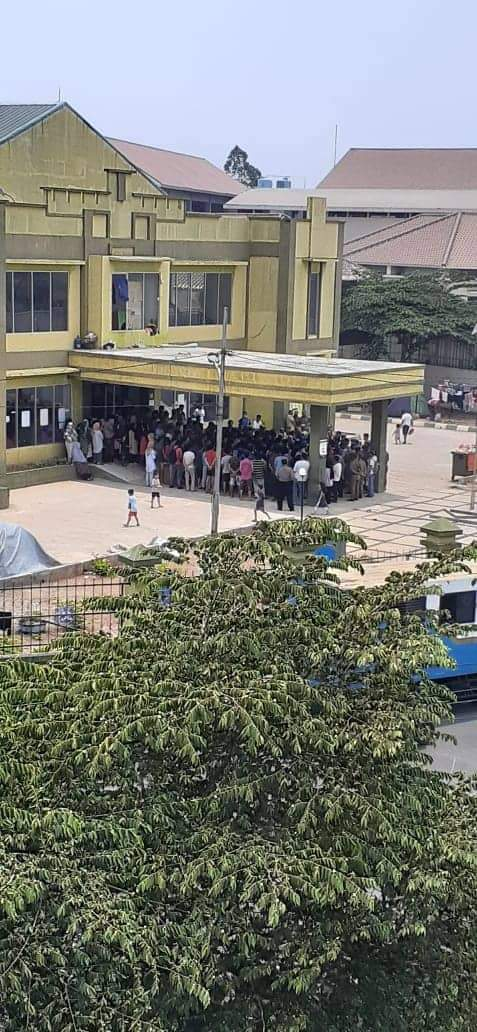
ملجأ مؤقت للاجئين في كالديريس إندونيسيا

نظرًا لأنه لا يُسمح للاجئين بالعمل أو بدء أعمالهم التجارية الخاصة، فإنهم يواجهون العديد من المصاعب والتجارب، بما في ذلك «سبل العيش والصعوبات المالية، والصحة والسلامة والأمن، والافتقار إلى الحقوق القانونية، ومشاكل الصحة العقلية، والملل وتعليم أطفالهم».
ذكرت كيت لامب وهي صحفية من صحيفة الجارديان أن الأموال تنفد بالنسبة لهؤلاء اللاجئين الذين استقروا في منطقة كالديريس في جاكرتا بسبب فترة الانتظار الطويلة لإعادة التوطين. مع قضايا مثل البطالة والملاجئ غير المستقرة، يتعرض هؤلاء اللاجئون وعائلاتهم للأمراض الناجمة عن نقص المرافق الصحية. مع عدم وجود مكان يلجأ إليه، يستقر حالياً حوالي 400 لاجئ في المبنى الواقع في كالديريس كما ذكر الصحفي. تم إنشاء العديد من الخيام كملاجئ مؤقتة أثناء انتظار إعادة توطينها.

## عمل الحكومة
وقع رئيس إندونيسيا بالفعل على عريضة تسمى «اللائحة الرئاسية بشأن التعامل مع اللاجئين» في عام 2016 مدعيا أن الاحتياجات ومعلومات السلامة قد تكون في إطار مهمة الحكومة في المستقبل. بالإضافة إلى ذلك تسعى الحكومة إلى التعاون مع مفوضية الأمم المتحدة لشؤون اللاجئين لتنفيذ القواعد واللوائح من أجل تحسين حماية اللاجئين الذين يستقرون في إندونيسيا.

## القوانين واللوائح
«إندونيسيا ليست طرفًا في اتفاقية عام 1951 المتعلقة بوضع اللاجئين أو بروتوكولها لعام 1967، وليس لديها مركز وطني لتحديد وضع اللاجئ.» لهذا السبب يتم احتجاز اللاجئين في إندونيسيا مؤقتًا حتى يتم قبول قضاياهم يمكن معالجتها من قبل مفوضية الأمم المتحدة لشؤون اللاجئين وأنه يمكنهم الانتقال إلى وجهتهم المقصودة. بشكل عام تتخذ الحكومة والسلطات الإندونيسية «موقفا للتسامح» تجاه هؤلاء المستوطنين المؤقتين، لكنهم لا يفعلون ذلك ولا يطلب منهم توفير خدمات الحياة الأساسية لهم مثل الغذاء والمأوى والرعاية الصحية. لذلك يعاني العديد من اللاجئين من مشاكل ناتجة عن مثل هذه الظروف.